# Nordbotten

Nordbottens läge i Finland

Nordbotten eller Överbotten (finska: Peräpohjola eller Peräpohja) är den del av det historiska landskapet Österbotten som bröts ut från Uleåborgs län 1938 när Lapplands län bildades. Till Nordbotten räknas även den finländska delen av det gamla Västerbotten. Det svenska namnet används inte allmänt.